# El Puente (Guarayos)
El Puente ist eine Landstadt im Departamento Santa Cruz im Tiefland des südamerikanischen Anden-Staates Bolivien.

## Lage im Nahraum
El Puente ist der zentrale Ort des Municipio El Puente in der Provinz Guarayos im nordwestlichen Teil des Departamentos Santa Cruz. Die Stadt liegt auf einer Höhe von 299 m sieben Kilometer östlich des nach Norden fließenden Río San Julián, der in seinem weiteren Verlauf den Namen Río Pablo und Río Itonomas trägt und zum Río Iténez hin entwässert.

## Geographie
El Puente liegt in der Moxos-Ebene (Llanos de Moxos), einer mehr als 100.000 km² großen Überschwemmungssavanne im nördlichen Tiefland von Bolivien. Das Klima der Region ist ein semi-humides Klima der warmen Tropen.
Die mittlere Durchschnittstemperatur der Region liegt bei etwa 25 °C (siehe Klimadiagramm San Ramón), die Monatswerte schwanken im Jahresverlauf nur geringfügig zwischen 21 und 22 °C in den Wintermonaten Juni und Juli mit kräftigen kalten Südwinden, und 26 bis 27 °C von Oktober bis März. Die jährliche Niederschlagsmenge liegt im langjährigen Mittel bei etwa 1000 mm, die vor allem in der Feuchtezeit von November bis März fällt, während die ariden Monate von Juli bis September Monatswerte zwischen 25 und 50 mm aufweisen.

## Verkehrsnetz
El Puente liegt in einer Entfernung von 253 Straßenkilometern nördlich von Santa Cruz, der Hauptstadt des Departamentos.
Von Santa Cruz aus führt die asphaltierte Nationalstraße Ruta 4 über 47 Kilometer in östlicher Richtung über Cotoca nach Pailón. Hier trifft sie auf die Ruta 9, die in nördlicher Richtung über Los Troncos, San Julián und San Ramón nach 206 Kilometern El Puente erreicht.  Die Ruta 9 führt dann weiter über Ascención de Guarayos und Trinidad in den äußersten Nordosten des Landes nach Guayaramerín an der brasilianischen Grenze.

## Bevölkerung
Die Einwohnerzahl der Ortschaft ist in den vergangenen beiden Jahrzehnten auf etwa das Dreifache angestiegen:
| Jahr | Einwohner | Quelle       |
| ---- | --------- | ------------ |
| 1992 | 1 105     | Volkszählung |
| 2001 | 2 142     | Volkszählung |
| 2012 | 2 379     | Volkszählung |
| 2024 |           | Volkszählung |

Aufgrund der seit den 1960er Jahren durch die Politik geförderten Zuwanderung indigener Bevölkerung aus dem Altiplano weist die Region einen nicht unerheblichen Anteil an Quechua-Bevölkerung auf, im Municipio El Puente sprechen 22,4 Prozent der Bevölkerung Quechua.